# Smittia alpicola
Smittia alpicola är en tvåvingeart som beskrevs av Maurice Emile Marie Goetghebuer 1941. Smittia alpicola ingår i släktet Smittia och familjen fjädermyggor. Inga underarter finns listade i Catalogue of Life.